# Poyntonophrynus grandisonae
Poyntonophrynus grandisonae är en groddjursart som först beskrevs av John C. Poynton och Johann Wilhelm Haacke 1993.  Poyntonophrynus grandisonae ingår i släktet Poyntonophrynus och familjen paddor. IUCN kategoriserar arten globalt som otillräckligt studerad. Inga underarter finns listade i Catalogue of Life.